# Nathan Sharpe
Pour les articles homonymes, voir Sharpe.

a Compétitions nationales et continentales officielles uniquement.

b Matchs officiels uniquement.
Dernière mise à jour le 5 février 2012.
Nathan C. Sharpe, né le 26 février 1978 à Wagga Wagga (Australie), est un joueur de rugby à XV australien qui joue avec l'équipe d'Australie et qui dispute actuellement le Super 15 avec la Western Force. Il est licencié au club de Rockingham RUFC en Australie-Occidentale.
Il évolue au poste de deuxième ligne (2,00 m et 115 kg). 

## Carrière
En 2002, il remporte la médaille "Australian Rugby for Excellence" qui est décernée par les joueurs de toutes les équipes australiennes du Super 12. La même année, Sharpe fait ses débuts avec les Wallabies contre la France. Il dispute tous les matchs de l'Australie lors de la coupe du monde 2007 jusqu'à l'élimination de l'Australie lors du quart de finale contre l'Angleterre. Plusieurs fois capitaine de l'équipe australienne, il participe à la coupe du monde 2011 et figure parmi le XV type australien de 1995 à 2005. Il joue son 116e et dernier match pour l'Australie le 1er décembre 2012 face au Pays de Galles au Millennium Stadium pour une victoire 14-12.
Il est élu meilleur joueur australien de l'année par la fédération australienne en 2011 et 2012.

### En club
- 1999-2005 : Queensland Reds
- 2006-2012 : Western Force (Australie)

Il a été le capitaine de son équipe de la Western Force jusqu'au superugby 2012, date à laquelle il est remplacé par son coéquipier David Pocock.

### En équipe nationale
- Vice-champion du monde de la coupe du monde de rugby à XV 2003
- Quart de finaliste de la coupe du monde de rugby à XV 2007
- Demi-finaliste de la coupe du monde de rugby à XV 2011

Il fait partie de l'équipe d'Australie des moins de 19 ans et des moins de 21 ans, respectivement en 1996 et 1997.
Il a eu sa première cape le 22 juin 2002 à l’occasion d’un match contre l'équipe de France. Sharpe a disputé la finale de la coupe du monde de rugby 2003 (7 matchs disputés, dont la finale).
Il a été nommé capitaine lors du Tri-nations 2004, sur la Bledisloe Cup 2004 face aux All Blacks.

## Palmarès

### En club
- 147 matchs en Super 12/14/15 avec les Reds (70) et Western Force (77)

### En équipe nationale
- Finaliste de la Coupe du Monde en 2003, participations à celles de 2007 et 2011
- Nombre de sélections avec l'Australie : 101
- Nombre de sélections par année : 6 en 2002, 14 en 2003, 8 en 2004, 13 en 2005, 13 en 2006, 10 en 2007, 10 en 2008, 5 en 2009, 14 en 2010, 8 en 2011